# Coal Creek Historic Mining District
Coal Creek Historic Mining District est un site historique, situé en Alaska, aux États-Unis, dans la Région de recensement de Yukon-Koyukuk. Il se trouve dans le parc national Yukon–Charley Rivers et est inscrit au Registre national des lieux historiques depuis le 4 mai 1995. La ville la plus proche est Circle.

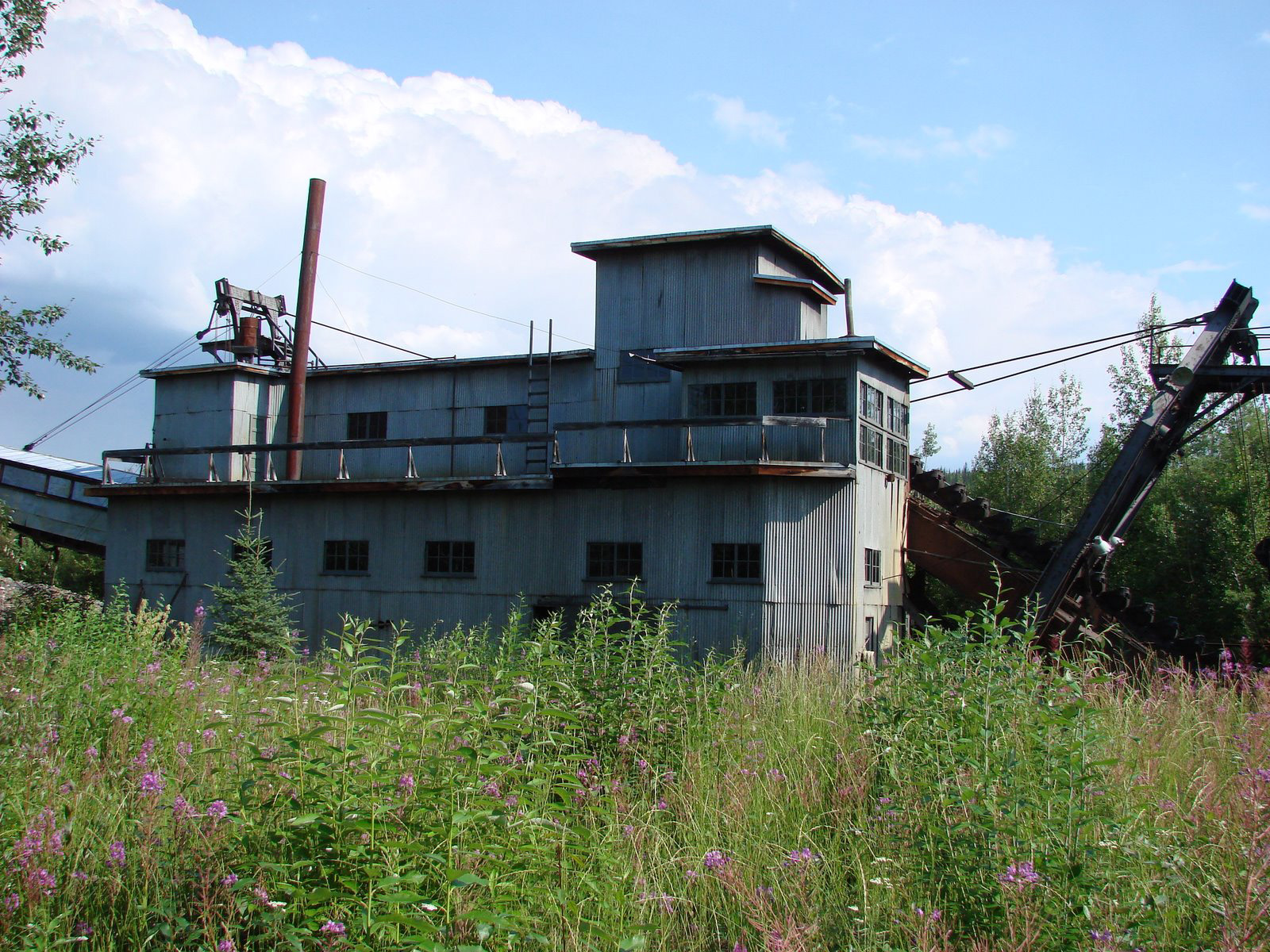
la drague de Coal Creek

L'installation la plus remarquable est une drague utilisée pour l'extraction du minerai de la rivière construite par Ernest Patty. Il s'agit d'une drague flottante, fonctionnant au diesel. Elle a été construite par la Walter W. Johnson Company d'Oakland en Californie, a été acheminée par bateau jusqu'à Skagway, puis en train jusqu'à Whitehorse au Yukon, enfin par barge sur le fleuve Yukon.

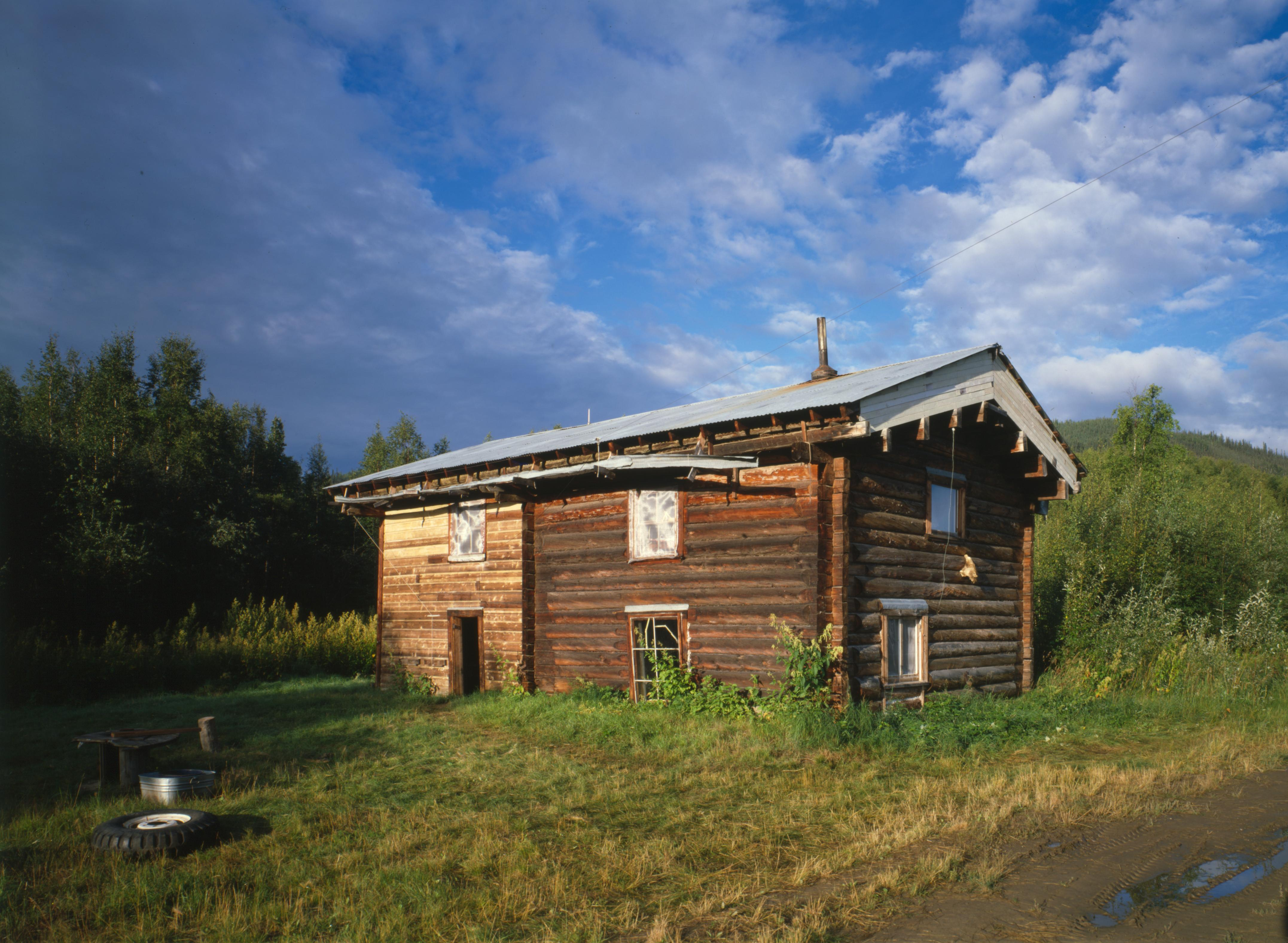
La maison de Frank Slaven

Le campement minier s'est déplacé trois fois. D'abord, il a été installé à l'embouchure de Cheese Creek, en 1934, puis s'est situé près de Snare Creek en 1941, pour terminer à son emplacement actuel, à Beaton Pup. Le premier emplacement a été abandonné à cause de l'épuisement du minerai, le second, parce que le lit du ruisseau avait changé, c'est le troisième camp qui existe actuellement, avec ses équipements et son environnement historique préservé. La maison de Frank Slaven, qui date de cette époque et est proche du district historique, est incluse dans le Registre national des lieux historiques.